# Szabó K. István
Szabó K. István (Zsibó, 1977. június 21. –) Jászai Mari-díjas romániai magyar rendező, színházigazgató.

## Szakmai pálya
Művészeti tanulmányait 1996–2000 között a Marosvásárhelyi Művészeti Egyetem rendező szakán végezte, majd a székelyudvarhelyi Tomcsa Sándor Színház főrendezője, művészeti vezetője, rövid ideig igazgatója 1999-2007 között. 2005-től a temesvári Csiky Gergely Színház főrendezője. 2007-től az ARCA független színház vezetője Bukarestben. 2009–2011 között a Piatra Neamţ-i Ifjúsági Színház főrendezője. 2011-től 2015-ig a nagyváradi Szigligeti Színház főrendezője, művészeti igazgatója.
2015-től Budapesten él, szabadúszó művészként folytatja pályáját. Számos romániai és magyarországi színházban rendezett már, de Szerbiában, Németországban, Litvániában és az Egyesült Államokban is megfordult színházi rendezőként. 2022-től a Színház- és Filmművészeti Egyetem színházrendező szakának társosztályvezető tanára. 2023–2024-ben a debreceni Csokonai Színház művészeti vezetője volt.

## Oktatói pálya
- 2023 – Debreceni Református Hittudományi Egyetem – óraadó tanár
- 2022 – Színház- és Filmművészeti Egyetem, Budapest – egyetemi adjunktus – osztályvezető tanár (színház rendező szak)
- 2021-2022 – Babeș–Bolyai Tudományegyetem, Kolozsvár – Színház és Filmművészeti Kar – óraadó tanár

## Rendezései

### Színházi munkái
- 1998 – Don Quijote de la Mancsa, Miguel de Cervantes, Szabó K. István, Kovács István műve alapján – Ariel Gyermek és Ifjúsági Színház, Marosvásárhely
- 1998 – Strip–tease, Sławomir Mrożek műve nyomán – CCVTCP Zilah / Studio Színház, Marosvásárhely / Studioul Casandra, Bukarest
- 1999 – Macbeth gyakorlat, William Shakespeare műve nyomán – Studio Színház Marosvásárhely / Beszterce–Naszódi Megyei Kulturális Központ
- 1999 – Megtorlás, I. L. Caragiale műve alapján, Tomcsa Sándor Színház, Székelyudvarhely
- 2000 – Képzelt riport egy amerikai popfesztiválról, Déry, Pós, Presser, Adamis musicalje alapján – Tomcsa Sándor Színház, Székelyudvarhely / Kőszegi Várszínház
- 2000 – Don Juan, Molière műve alapján – Tomcsa Sándor Színház, Székelyudvarhely / Egervári Várszínház
- 2001 – Ház a határon, Sławomir Mrożek műve alapján – Teatrul „Andrei Mureșanu”, Sepsiszentgyörgy
- 2001 – Vendégség, Páskándi Géza műve alapján – Tomcsa Sándor Színház, Székelyudvarhely
- 2001 – Cselédek, Jean Genet műve alapján – Tomcsa Sándor Színház, Székelyudvarhely
- 2001 – M&M, Couture a’ Porter, Ștefan Caraman műve alapján – Teatrul „Andrei Mureșanu” Sepsiszentgyörgy
- 2002 – Menyegző, Stanisław Wyspiański műve alapján – Tomcsa Sándor Színház, Székelyudvarhely
- 2002 – Díszpolgárok, Siposhegyi Péter műve alapján – Teatrul „Toma Caragiu”, Ploiești
- 2003 – De Sade márkiné, Yukio Mishima és De Sade művei alapján – Teatrul „Maria Filotti”, Brăila
- 2003 – Vásott kölykök, Forgách András adaptációja alapján – Tomcsa Sándor Színház, Székelyudvarhely
- 2004 – Üvegfigurák, Tenesse Williams műve alapján – Tomcsa Sándor Színház, Székelyudvarhely
- 2004 – A kripli, Martin McDonagh műve alapján – Teatrul Maria Filotti, Brăila
- 2004 – Hamupipőke, Romhányi József és Fényes Szabolcs műve alapján – Tomcsa Sándor Színház, Székelyudvarhely
- 2005 – Kisértés, Vaclav Havel műve alapján – Euro Theater Central, Bonn
- 2005 – Godot-ra várva, Samuel Beckett műve alapján – ATELIER NEMZETKÖZI FESZTIVÁL, Segesvár
- 2006 – A földigiliszták életéből, Per Olov Enquist műve alapján – Euro Theater Central Bonn
- 2006 – Lolita mama, Radu Macrinici műve alapján – Csiky Gergely Állami Magyar Színház, Temesvár
- 2006 – Anna Karenina Pályaudvar, Nagy András műve alapján – Tomcsa Sándor Színház, Székelyudvarhely
- 2006 – Canterburry mesék, Tömöry Péter – Horváth Károly musicalje alapján – Hevesi Sándor Színház, Zalaegerszeg
- 2006 – Schumann éjszakája, Sven Holm műve alapján – Euro Theater Central Bonn
- 2007 – Még egyszer hátulról, Michael Frayn műve alapján – Tomcsa Sándor Színház, Székelyudvarhely
- 2007 – Gogol: a revizor, azaz, Gogol, a revizorr, Zalán Tibor átíratának alapján – Csiky Gergely Állami Magyar Szinház, Temesvár
- 2007 – II. Edward, Marlowe műve alapján – Teatrul Național Mihai Eminescu, Temesvár
- 2008 – A hideg gyermek, Marius von Mayenburg műve alapján – Teatrul Național Radu Stanca, Nagyszeben
- 2008 – Nastasia kisasszony, G. Zamfirescu műve alapján – Teatrul G.A. Petculescu Resicabánya
- 2009 – Szétbombázva, Sarah Kane műve alapján – Teatrul ARCA, Bukarest
- 2009 – Kísértés, Vaclav Havel műve alapján – Cervinus Szlovák Teátrum, Szarvas
- 2009 – Mockinpott úr kínjai és meggyógyíttatása, Peter Weiss műve alapján – Teatrul National Radu Stanca, Nagyszeben
- 2009 – Vadul nevetni, Christopher Durang műve alapján – Teatrul Tineretului, Piatra Neamț
- 2010 – Teibele démonja, Isaac Bashevis Singer műve alapján – Állami Zsidó Színház, Bukarest
- 2010 – Ilja próféta, Tadeusz Słobodzianek műve alapján – Teatrul Municipal, Nagybánya
- 2010 – Mauzóleum, Parti Nagy Lajos műve alapján – Állami Magyar Színház, Nagyvárad
- 2010 – Katonák, Zalán Tibor műve alapján – Teatrul Tineretului, Piatra Neamț
- 2010 – A tavasz ébredése, Frank Wedekind műve alapján – Tomcsa Sándor Színház, Székelyudvarhely
- 2011 – Nő a múltból, Roland Schimmelpfennig műve alapján, Deutsche Bühne Ungarn, Szekszárd
- 2011 – No, de, mama, ezek most elmeselik a második felvonásban azt ami az első felvonásban történt? Matei Vișniec műve alapján – Teatrul Municipal, Nagybánya
- 2011 – A meghallgatás, Aleksandr Galin műve alapján – Teatrul Tineretului, Piatra Neamț
- 2011 – Európa, David Greig műve alapján – Szigligeti Színház Nagyvárad
- 2012 – Oedipus, Szophoklész műve alapján – Szigligeti Színház, Nagyvárad
- 2012 – Anyám ajkáról a fejlődés szó hamisan hangzik, Matei Vişniec műve alapján – Trap Door Theatre[7]
- 2012 – Equus – Peter Schaffer műve alapján, Teatrul Regina Maria, Nagyvárad
- 2013 – A nagy Romulus, Friedrich Dürrenmatt műve alapján – Szigligeti Színház, Nagyvárad
- 2013 – Zűrzavaros éjszaka, I. L. Caragiale műve alapján, Nemzeti Színház, Budapest
- 2013 – Tettesek, Thomas Jonigk műve alapján – Állami Német Színház, Temesvár
- 2014 – Lüszisztráté, Arisztophanész – Zalán Tibor átírata alapján, Katona József Színház, Kecskemét
- 2014 – Godot-ra várva, Samuel Beckett műve alapján – Szigligeti Színház, Nagyvárad
- 2014 – Titus anatómiája-Róma bukása, Heiner Müller műve alapján – Csokonai Nemzeti Színház, Debrecen
- 2015 – Ibusár, Parti Nagy Lajos műve alapján – Szigligeti Színház, Nagyvárad
- 2015 – Pillangó, Móricz Zsigmond – Gyökössy Zsolt átirata alapján – Móricz Zsigmond Színház, Nyíregyháza
- 2015 – Művészet, Yasmina Réza műve alapján, Teatrul Clasic Ioan Slavici Arad
- 2016 – A játszma vége, Samuel Beckett műve alapján – Teatrul Tineretului, Piatra Neamț
- 2016 – Bánk bán, Katona József műve alapján, Zalán Tibor átvezetésében – Jókai Színház, Békéscsaba
- 2016 – Play Strindberg, Friedrich Dürrenmatt műve alapján – Vörösmarty Színház, Székesfehérvár
- 2016 – Sirály, Boris Akunin műve alapján – Móricz Zsigmond Színház, Nyíregyháza
- 2017 – Júlia, Visky András műve alapján – Pesti Magyar Színház, Budapest[8]
- 2017 – A repülő gyermek, Roland Schimmelpfennig műve alapján – Deutsche Bühne Ungarn, Szekszárd
- 2017 – Európa, édes hazám, Tömöry Péter műve alapján – Vörösmarty Színház, Székesfehérvár
- 2017 – A vihar, William Shakespeare műve alapján – Teatrul Tony Bulandra, Târgoviște (Románia)
- 2017 – Nyugati expressz, Matei Vișniec műve alapján – Trap Door Theatre, Chicago
- 2017 – Macskajáték, Örkény István műve alapján – Csokonai Nemzeti Színház, Debrecen
- 2018 – A székek, Eugène Ionesco műve alapján – Pesti Magyar Színház
- 2018 – Közeleg az idő, Line Knutzon műve alapján – Vörösmarty Színház, Székesfehérvár
- 2018 – Mintapinty, Kovács Dominik és Viktor műve alapján, Csokonai Nemzeti Színház, Debrecen
- 2019 – Angyal szállt le Babilonba, Friedrich Dürrenmatt műve alapján, Újvidéki Színház
- 2019 – Biedermann és a gyújtogatók, Max Frisch műve alapján, Csokonai Nemzeti Színház, Debrecen
- 2019 – Anyaöl, Dancs Rózsa Pokoljárás című műve alapján – Csokonai Nemzeti Színház, Debrecen
- 2020 – Gulliver utazása, Jonathan Swift-Szabó K.István-Horváth János Antal, Pesti Magyar Színház, Budapest
- 2020 – Magyar Elektra, Bornemissza Péter-Németh Ákos – Csokonai Nemzeti Színház, Debrecen
- 2020 – A kassai polgárok, Márai Sándor műve alapján – Nemzeti Színház, Budapest
- 2020 – Én vagyok a szél, Jon Fosse műve alapján – Szkéné Színház – Trip Hajó, Budapest
- 2021 – A kis herceg Saint Exupery műve alapján – Deutsche Bühne Ungarn, Szekszárd
- 2021 – Yvonne, burgundi hercegnő, W. Gombrowitz műve alapján, Alytaus Miesto Teatras, Litvánia
- 2021 – Az ajtó, Szabó Magda regénye alapján, Nemzeti Színház, Budapest[9]
- 2021 – Nagyvizit, Gyurkovics Tibor drámája alapján, Karinthy Színház, Budapest
- 2022 – A Karamazov testvérek, F.Dosztojevszkij regénye alapján, Csíky Gergely Színház, Kaposvár
- 2022 – A makrancos hölgy, W. Shakespeare műve alapján, Csíky Gergely Színház, Kaposvár
- 2022 – Gyászúton, Perre Notte műve alapján, Csokonai Nemzeti Színház, Debrecen
- 2022 – János vitéz, Kacsóh Pongrácz- Petőfi Sándor- Verebes Ernő, COOPERA Budapest
- 2023 – Édes Anna, Kosztolányi Dezső műve alapján, Állami Magyar Színház, Kolozsvár
- 2023 – Dorottya, Csokonai Vitéz Mihály – Verebes Ernő, Csokonai Nemzeti Színház Debrecen
- 2024 – A trójai nők, Euripidész – J-P. Sartre – Illyés Gyula, Csokonai Nemzeti Színház Debrecen

### Filmes munkái
- Álmatlan: Dreamless (2017)[10]

## Szakmai díjai
- 2021 – Sík Ferenc-díj[11]
- 2021 – Jászai Mari-díj[12]
- 2019 – Hevesi Sándor-díj[13]
- 2018 – Szilágysági Magyarok[14]
- 2018 – A legjobb rendezés díja a Macskajáték című előadásért Kortárs Dráma Nemzetközi Színházi Fesztivál, Brassó
- 2018 – Csokonai Nívódíj[15]
- 2014 – A legjobb rendezés díja, XIX Magyar Drámaíró Verseny, Békéscsaba
- 2012 – A Román Kulturális Minisztérium – Szilágy Megyei Kulturális Központ Nívó-díja az Anyám ajkáról a fejlődés szó hamisan hangzik rendezéséért
- 2011 – Földes Kati-díj
- 2010 – Az Erdélyi Riport különdíja a Teibale démona rendezéséért; Interetnikai Színházi Fesztivál, Arad
- 2005 – A Fesztivál Trófeája a Godot-ra várva című előadásért; Atelier Nemzetközi Színházi Fesztivál, Segesvár
- 2004 – A legjobb rendezés díja a Vásott kölykök című előadásért; TOPFEST – Nemzeti Színházi Fesztivál, Marosvásárhely
- 2003 – Pro Urbe-díj; Székelyudvarhely Polgármesteri Hivatalának díszoklevele „kiemelkedő rendezői tevékenységért, színházteremtő munkájáért”
- 2002 – A legjobb rendezés díja a Menyegző című előadásért; Nemzetközi Látványszínházi Fesztivál, Marosvásárhely